# Mantes-la-Jolie
Mantes-la-Jolie (llamada informalmente Mantes) es un municipio situado en los suburbios occidentales de París (Francia). Es una subprefectura del departamento de Yvelines, siendo la sede del distrito de Mantes-la-Jolie. Se trata de una ciudad industrial moderna, situada en la orilla izquierda del Sena a 57 kilómetros al oeste de París.

## Historia
Parece ser que la ciudad se fundó a finales de la Edad Media y que fue un puerto durante la época carolingia. Se fortificó casi enseguida a causa de su posición estratégica, ya que se encuentra cerca de la frontera de Normandía, por lo que permitía proteger París de las incursiones enemigas.
La ciudad fue incendiada en 1087 por Guillermo el Conquistador durante su campaña de represalias en el Vexin. Luis VI concedió a la ciudad el estatus de comuna libre mediante una carta en 1110 que le otorgaba privilegios. El rey Felipe Augusto falleció en esta ciudad el 14 de julio de 1223.

### La época del rey de Navarra
En 1316, el Felipe V dona Mantes a su tío Luis de Évreux, último hijo de Felipe III, junto con otros lugares como Montchauvet y Bréval. Tras la muerte de Luis, la villa pasa a manos de su hijo, Felipe III de Navarra y conde de Évreux, y en 1343, tras su muerte, a su vez a su hijo Carlos II de Navarra.
Debido a su situación estratégica al lado del Sena y en la frontera de Normandía, Mantes fue una villa deseada durante la guerra de los Cien Años y cambió de manos en diversas ocasiones y era deseada por los ingleses y los reyes de Francia. Así cambiará de manos en varias ocasiones al tiempo que sufre tomas y saqueos como el acaecido el 11 de agosto de 1346 durante la cabalgada de Eduardo III. Quedará en manos inglesas antes de volver a su propietario, el rey navarro.
Es aquí donde el 22 de febrero de 1354 se firmará el Tratado de Mantes entre Juan II de Francia, apodado el Bueno, y Carlos II de Navarra, apodado el Malo. Mediante dicho tratado el rey francés reconoce al rey navarro, le perdona y le concede una de sus reclamaciones en Normandía, gran parte de Cotentin y las tierras normandas al oeste del condado de Évreux fortaleciendo su posición.
Carlos residirá numerosas veces en Mantes hasta 1361. Su heredero al trono navarro, el infante Carlos, futuro monarca conocido como Carlos III de Navarra, nació en el castillo de la villa el 22 de julio de ese año.
El 7 de abril de 1364 la villa fue tomada por las tropas del mariscal de Francia, Juan I, y por Bertrand du Guesclin. Carlos V realiza un gran número de tareas en las fortificaciones. En el Tratado de Aviñón de 1365, Carlos II debe aceptar el intercambio de las villas de Mantes y Meulan por Montpellier. Las condiciones financieras de este acuerdo provocará numerosos conflictos entre el rey de Navarra y Carlos V que durará hasta 1375.

### Época moderna
A la muerte de Enrique III, Mantes fue partidaria de la Liga, pero fue tomada por Enrique IV, quien instaló su cuartel general en vistas a la conquista de París que tuvo lugar el 22 de marzo de 1594. Además, el rey visitaba regularmente la ciudad ya que en ella vivía una de sus amantes, Gabrielle d'Estrées. La edad dorada de la ciudad llegó a su fin cuando su recurso principal, el vino, dejó de venderse caro.
Llamada en origen Mante, su nombre se convirtió en Mantes a partir de finales del siglo XVIII. Durante la época del desarrollo del sistema postal su nombre pasó a ser el de Mantes-sur-Seine para evitar confusiones con Nantes. En 1930, al unirse con la ciudad de Gassicourt, el nombre volvió a cambiar para convertirse en Mantes-Gassicourt. Su nombre actual es de 1953.
Su posición estratégica durante la Segunda Guerra Mundial, al ser un nexo entre Normandía e Isla de Francia, convirtió a la ciudad de Mantes en un objetivo estratégico. El 13 de junio de 1940, el ejército alemán ocupó la ciudad. En el transcurso de la guerra fue bombardeada desde el aire en más de cincuenta ocasiones, notablemente el 30 de mayo de 1944. Este ataque aéreo, de las fuerzas aliadas, redujo a escombros gran parte del centro histórico de la ciudad aunque, milagrosamente, la catedral de la Collégiale quedó intacta. La ciudad es liberada por el III Ejército estadounidense de Patton el 19 de agosto de 1944 aunque las consecuencias de la reciente incursión aérea fueron catastróficas ya que se cuentan por centenares las víctimas civiles que perecieron a causa del bombardeo.

## Geografía
La comuna de Mantes-la-Jolie, situada en el centro de una aglomeración urbana de cerca de 80.000 habitantes, se encuentra en la orilla derecha del Sena. Engloba dos islas: la isla de Aumône, en la que se encuentra el centro de exposiciones, y la isla aux Dames, llamada también isla de Limay. Limita al sur con Mantes-la-Ville y Buchelay, al oeste con Rosny-sur-Seine, y al norte con Limay y Follainville-Dennemont, de las que se encuentra separada por el Sena.

## Demografía
| 4803 | 3800 | 3976 | 3811 | 4280 | 3818 | 4400 | 4374 | 5046 | 5372 | 5345 | 5697 | 5649 | 6056 | 6607 | 7032 | 8015 | 8034 | 8329 | 8821 | 9329 | 9944 | 13 865 | 13 978 | 13 181 | 15 155 | 18 905 | 26 062 | 42 465 | 43 564 | 45 087 | 43 672 | 42 916 |
| Para los censos de 1962 a 1999 la población legal corresponde a la población sin duplicidades (Fuente: INSEE [Consultar]) |      |      |      |      |      |      |      |      |      |      |      |      |      |      |      |      |      |      |      |      |      |        |        |        |        |        |        |        |        |        |        |        |

## Lugares de interés
- Colegiata de Notre-Dame: iglesia gótica de los siglos XII y XIII, clasificada como monumento histórico desde 1840.
- La torre de Saint-Maclou: del siglo XVI, último resto de una iglesia demolida en 1806.
- La iglesia de Santa Ana de Gassicourt: iglesia del siglo XI
- El puente viejo: su origen se remonta al siglo XII. En origen, unía la ciudad de Limay con Mantes pero una parte fue demolida en el siglo XVIII para construir el puente de Peronnet. Sólo quedan en pie los arcos de este puente clasificado también como monumento histórico desde 1923. Este puente aparece en el lienzo Le pont de Mantes de Camille Corot que actualmente se exhibe en el museo del Louvre.